# Tokyo Electron
Tokyo Electron Limited (Abk.: TEL, jap. 東京エレクトロン株式会, Tōkyō erekutoron kabushiki kaisha) ist ein japanisches Unternehmen mit Firmensitz in Tokio.
Das Unternehmen stellt Maschinen für die Halbleiterindustrie und die Fertigung von Flachbildschirmen her. Darüber hinaus ist Tokyo Electron in den Bereichen Computernetzwerke, Vertrieb von elektronischen Bauteilen und der ASIC-Entwicklung tätig.
Tokyo Electron wurde am 11. November 1963 gegründet. Rund 13.000 Mitarbeiter sind im Unternehmen beschäftigt. Die Leitung des Unternehmens liegt bei Tetsuro Higashi. Der Sitz der deutschen Vertretung ist Dresden.
Am 2. März 2012 unterzeichnete Tokyo Electron einen Kaufvertrag: Oerlikon-Konzern verkauft seinen Geschäftsbereich Solar an Tokyo Electron. Oerlikon Solar hatte seinen Hauptsitz in Trübbach (Schweiz) und beschäftigt 675 Menschen an 8 Standorten weltweit.